# أرمان سميلوف
أرمان سميلوف مواليد 26 أغسطس 1981، هو سائق راليات كازاخستاني. بدأ مسيرته في سنة 2010. كان أول رالي له هو رالي فنلندا 2010. تسابق في بطولة العالم للراليات.